# Smicroplectrus walleyi
Smicroplectrus walleyi là một loài tò vò trong họ Ichneumonidae.